# Ђоја деи Марси
Ђоја деи Марси (итал. Gioia dei Marsi) је насеље у Италији у округу Л'Аквила, региону Абруцо.
Према процени из 2011. у насељу је живело 2099 становника. Насеље се налази на надморској висини од 697 м.

## Становништво
| 1931. | 1936. | 1951. | 1961. | 1971. | 1981. | 1991. | 2001. | 2011. |
| ----- | ----- | ----- | ----- | ----- | ----- | ----- | ----- | ----- |
| 2.910 | 2.804 | 2.934 | 2.871 | 2.557 | 2.389 | 2.275 | 2.284 | 2.111 |

## Партнерски градови
- Pratola Peligna